# Getto w Gdańsku
Żydowskie getto w Gdańsku – dawne getto żydowskie, zlokalizowane przy ul. Owsianej 7 w Gdańsku (przed wojną: ulica Mausegasse 7).
Pierwotnie getto znajdowało się w domu starców na ul. Milchkannegasse (dzisiaj ul. Stągiewna) krótko potem zostało przeniesione. Getto dla ludności żydowskiej w Gdańsku zostało utworzone w spichlerzu Czerwona Mysz na wyspie Spichrzów Funkcjonowało od 1940 do końca II wojny światowej. W getcie przejściowo przebywali Żydzi z innych miast (Łodzi oraz Budapesztu). W 1945 roku podczas bombardowania miasta spichlerz spłonął, a ocalałych przeniesiono do domu na ulicy Jana Uphagena.
W 2023 7 grudnia getto zostało upamiętnione tablicą. Tablica zawiera najważniejsze informacje o budynku oraz napisana jest w czterech językach (polski, hebrajski, angielski, niemiecki).